# Grandios personlighet
Grandios personlighet är en personlighetsstörning och en psykologisk term för en störning som präglas av storhetsvansinne. Det är inte ovanligt att någon med grandios självuppfattning anser sig ha gudomliga egenskaper.